# بییافرانکا د لس بارس
بییافرانکا د لس بارس (به اسپانیایی: Villafranca de los Barros) یک شهرستان در اسپانیا است که در استان باداخس واقع شده‌است.

## خصوصیات
بییافرانکا د لس بارس ۱۰۴ کیلومترمربع مساحت و ۱۳٬۳۲۹ نفر جمعیت دارد و ۴۱۰ متر بالاتر از سطح دریا واقع شده‌است.